# Horace C. Gilson
Horace C. Gilson war ein US-amerikanischer Politiker. Im Jahr 1866 war er für kurze Zeit kommissarischer Territorialgouverneur im Idaho-Territorium.

## Werdegang
Über Horace Gilson gibt es kaum verwertbare Quellen. Seine Lebensdaten sind ebenso wenig überliefert wie sein beruflicher Werdegang oder seine Parteizugehörigkeit. Im September 1865 wurde er zum Secretary of State im Idaho-Territorium ernannt und im Jahr 1866 wurde er kommissarischer Nachfolger des verstorbenen C. de Witt Smith als Territorialgouverneur. Dieses Amt bekleidete er nur für kurze Zeit. Er brachte die Staatskasse an sich und floh mit dem Geld ins Ausland. Was die Höhe des entwendeten Betrags betrifft, gibt es in den Quellen zwei unterschiedliche Zahlen (25.000 bzw. 41.062 Dollar). Möglicherweise floh er nach Hongkong und später nach Paris in Frankreich. Er wurde später gefasst, aber nie angeklagt. 